# 에드워드 펄롱
에드워드 펄롱(Edward Furlong, 1977년 8월 2일~)은 미국의 배우이다. 터미네이터 2: 심판의 날에서 존 코너 역으로 잘 알려져 있다.

## 생애
그는 농구를 하던 도중에 터미네이터 2: 심판의 날 감독인 제임스 카메론에게 존 코너 역으로 캐스팅 되었다. 이 영화로 미소년 이미지가 생기면서 사람들한테 엄청난 인기를 얻고, 각종 모델 등의 일을 하면서 엄청난 돈을 벌게 됐다. 하지만 크면서 마약과 음란한 사생활에 빠져서 돌아올 수 없는 강을 건너고 말았다. 그 후 영화배우, 모델 등으로 활발히 활동하는 그의 모습은 사라졌으나 최근 2017년 영화 더 리유니온에 출연하였다.

## 주요 출연작
- 터미네이터 2: 심판의 날
- 아메리칸 히스토리 X
- 터미네이터: 다크 페이트 - 존 코너 역